# Benquerenças
Benquerenças es una freguesia portuguesa del concelho de Castelo Branco, con 61,55 km² de superficie y  habitantes (2001). Su densidad de población es de 11,8 hab/km².